# Porcataraneus cruciatus
Espèce
Porcataraneus cruciatus est une espèce d'araignées aranéomorphes de la famille des Araneidae.

## Distribution
Cette espèce est endémique de Chine.

## Publication originale
- Mi & Peng, 2011 : Description of Porcataraneus gen. nov., with three species from China (Araneae: Araneidae). Oriental Insects, vol. 45, p. 7-19.